# Scaphidysderina baerti
Espèce
Scaphidysderina baerti est une espèce d'araignées aranéomorphes de la famille des Oonopidae.

## Distribution
Cette espèce est endémique d'Équateur. Elle se rencontre dans les provinces de Napo et de Pastaza entre 800 et 2 130 m d'altitude dans la cordillère Orientale.

## Description
Le mâle holotype mesure 2,27 mm et la femelle paratype 2,56 mm.

## Étymologie
Cette espèce est nommée en l'honneur de Léon Baert.

## Publication originale
- Platnick & Dupérré, 2011 : The Andean goblin spiders of the new genus Scaphidysderina (Araneae, Oonopidae), with notes on Dysderina. American Museum Novitates, no 3712, p. 1-51 (texte intégral).